# 격자장론
양자장론에서 격자장론(格子場論, Lattice field theory)이란 시공을 이산화하여 격자로 만들어 조절한 장론이다. 수치적 비섭동이론적 계산에 유용하지만, 해석적 계산에는 적절치 않다. 예를 들어, 색가둠과 같은 비건드림이론적 현상은 격자장론으로만 보일 수 있다. 따라서 양자색역학과 같이, 건드림이론이 잘 먹히지 않는 이론에 특히 중요하다.
응집물질물리학에서 등장하는 장론은 자연스럽게 일종의 격자장론을 이루는데, 여기서 "격자"란 물질 안의 원자 배열이다. 입자물리학에서는 시공이 실제로 격자 꼴의 형태를 이루는지는 아직 모르지만 (끈 이론, 고리 양자중력 참고) 그래도 유용한 조절의 방법으로 쓰인다.

## 참고 문헌
- Creutz, Michael (1985). 《Quarks, gluons and lattices》. Cambridge University Press. ISBN 978-052-1315-35-7.
- Istvan Montvay, Gernot Münster (1994). 《Quantum Fields on a Lattice》. Cambridge University Press. doi:10.1017/CBO9780511470783. ISBN 978-052-1404-32-7.
- Rothe, Heinz J. (2012). 《Lattice Gauge Theories: An Introduction》 4판. World Scientific. doi:10.1142/8229. ISBN 978-981-4365-85-7.
- Smit, Jan (2002). 《Introduction to Quantum Fields on a Lattice》. Cambridge University Press. doi:10.1017/CBO9780511583971. ISBN 978-052-1890-51-9. 다음 글자 무시됨: ‘: A Robust Mate’ (도움말)
- Münster, Gernot (2010). “Lattice quantum field theory”. 《Scholarpedia》 5 (12): 8613. doi:10.4249/scholarpedia.8613.
- Peter Weisz, Pushan Majumdar (2012). “Lattice gauge theories”. 《Scholarpedia》 7 (4): 8615. doi:10.4249/scholarpedia.8615.